# St Michael and all Angels (Berwick)
St Michael and all Angels is een anglicaanse parochiekerk in Berwick (East Sussex). De kerk stamt ten minste uit de twaalfde eeuw en is gebouwd op een plaats die vermoedelijk al een heidens heiligdom was. De kerk is gewijd aan de aartsengel Michaël en alle engelen.

## Muurschilderingen
De kerk dankt haar bekendheid aan de muurschilderingen die in 1941 werden gemaakt door Duncan Grant, Vanessa Bell (de zuster van Virginia Woolf) en haar zoon Quentin Bell. Zij waren vooraanstaande leden van de Bloomsburygroep en woonden op enkele kilometers afstand in Charleston Farmhouse. Duncan Grant was verantwoordelijk voor het grand design van de schilderingen, waarvan hij er zelf een aantal voor zijn rekening nam. De schilders waren allen buitenkerkelijk, zij het zeker niet antireligieus. Hun werk - geschilderd midden in de Tweede Wereldoorlog - ademt een haast opgewekte sfeer, aansluitend bij thema's als de wederopstanding. Voor de afgebeelde - Bijbelse - figuren stonden inwoners van Berwick model.